# Break Every Rule
Break Every Rule è un album di Tina Turner pubblicato nel 1986. È il sesto album in studio da solista di Tina Turner, pubblicato dalla Capitol Records, seguito dell'album di grande successo Private Dancer, pubblicato due anni prima.

## Descrizione
L'intero lato A dell'album è stato prodotto da Graham Lyle e Terry Britten, lo stesso team dietro il singolo di successo What's Love Got to Do with It, mentre il lato B includeva brani prodotti da Bryan Adams, Bob Clearmountain, Mark Knopfler e Rupert Hine.
Degli undici brani dell'album, otto sono stati pubblicati come singoli, sia in Europa che negli Stati Uniti: Typical Male (US # 2) con Phil Collins alla batteria, What You Get Is What You See (US # 13) con Eric Clapton alla chitarra, Two People (Spagna # 1, US R&B # 18), Girls (Paesi Bassi # 19), scritto da David Bowie, Back Where You Started (US Rock # 18) scritto e prodotto da Bryan Adams, Afterglow (US Dance # 2) con Steve Winwood alla tastiera, Break Every Rule (Austria # 21) scritto e prodotto da Rupert Hine e Paradise Is Here (Irlanda # 24).
La maggior parte dei singoli fu pubblicata anche in versione extended mix o alternativa, accompagnati da B-sides non incluse nell'album, e diverse versioni live, la maggior parte delle quali a tutt'oggi inedite su compact disc e in digitale. 
La Turner ha anche registrato altri brani durante le sessioni dell'album, con Steve Lillywhite e Bryan Adams che però non furono incluse nel cut finale e rimasero inedite.
Dopo l'uscita di Break Every Rule, Turner ha registrato il duetto Tearing Us Apart con Eric Clapton, incluso nel suo album August del 1986, prodotto da Phil Collins e pubblicato anche come singolo all'inizio del 1987.

## Successo commerciale
Come il suo predecessore, Break Every Rule ha venduto molto bene in tutto il mondo. Ha raggiunto il quarto posto nella Billboard 200, il secondo nella classifica degli album più venduti del Regno Unito e il primo in Svizzera e Germania (per 12 settimane). L'album è stato certificato disco di platino dalla RIAA per un milione di copie vendute negli Stati Uniti. È stato anche certificato platino in alcuni paesi europei tra cui Germania e Regno Unito. Ad oggi l'album ha venduto oltre cinque milioni di copie in tutto il mondo.

## Tour
La Turner intraprese un lungo tour mondiale per promuovere l'album, il Break Every Rule World Tour, che viene ricordato anche per una data record a Rio de Janeiro in cui si esibì di fronte a centoottantamila persone, entrando nel Guinness dei primati. Il concerto è stato pubblicato in home video. Alcune date della tappa europea del tour furono utilizzate per l'album live Tina Live in Europe del 1988.

## Tracce
1. Typical Male – 4:18 (Britten/Lyle)
2. What You Get Is What You See – 4:31 (Britten/Lyle)
3. Two People – 4:11 (Britten/Lyle)
4. Till the Right Man Comes Along – 4:11 (Britten/Lyle)
5. Afterglow – 4:30 (Britten/Lyle)
6. Girls – 4:56 (David Bowie, Erdal Kizilcay)
7. Back Where You Started – 4:27 (Adams/Vallance)
8. Break Every Rule – 4:02 (Hine/Obstoj)
9. Overnight Sensation – 4:40 (Knopfler)
10. Paradise Is Here – 5:35 (Brady)
11. I'll Be Thunder – 5:21 (Hine/Obstoj)

## Classifiche

### Classifiche settimanali
| Classifica (1986) | Posizione massima |
| ----------------- | ----------------- |
| Australia         | 11                |
| Austria           | 2                 |
| Canada            | 4                 |
| Finlandia         | 1                 |
| Francia           | 16                |
| Germania          | 1                 |
| Italia            | 7                 |
| Norvegia          | 2                 |
| Nuova Zelanda     | 4                 |
| Paesi Bassi       | 6                 |
| Regno Unito       | 2                 |
| Spagna            | 1                 |
| Stati Uniti       | 4                 |
| Stati Uniti (R&B) | 7                 |
| Svezia            | 2                 |
| Svizzera          | 1                 |

### Classifiche di fine anno
| Classifica (1986) | Posizione |
| ----------------- | --------- |
| Canada            | 28        |
| Francia           | 41        |
| Germania          | 23        |
| Italia            | 38        |
| Paesi Bassi       | 44        |
| Regno Unito       | 48        |
| Spagna            | 19        |
| Svizzera          | 21        |
| Classifica (1987) | Posizione |
| Australia         | 53        |
| Austria           | 3         |
| Germania          | 3         |
| Stati Uniti       | 37        |
| Svizzera          | 8         |